# Patrycja Durska
Patrycja Matylda Durska (ur. 24 maja 1977 w Poznaniu) – polska aktorka teatralna i filmowa, instruktorka teatralna, trenerka wystąpień publicznych, działaczka społeczna.

## Życiorys

### Wykształcenie
Absolwentka Impington Village College w Cambridge w Wielkiej Brytanii. Uczęszczała do Horace Mann High School w Wisconsin w Stanach Zjednoczonych. W 2001 ukończyła studia na PWST w Krakowie.
Od 2002 roku jest aktorką Teatru Ludowego w Krakowie.

### Działalność społeczna i polityczna
Od 2015 roku działaczka Związku Zawodowego Aktorów Polskich.
Od 2022 roku działa w ruchu Polska 2050, m.in. koordynuje małopolską grupę Prawa Kobiet. Jako członkini partii Szymona Hołowni w 2023 roku kandydowała z listy Trzeciej Drogi do Sejmu.

#### Zakres zainteresowań aktywistycznych
- prawa i zdrowie kobiet (koordynatorka grupy w ramach stowarzyszenia Polska 2050)
- zapobieganie przemocy
- zapobieganie dyskryminacji
- prawa osób LGBT+
- edukacja dzieci i młodzieży.

## Życie prywatne
Ma dwoje dzieci.

## Filmografia (wybór)
- 2001, 2015, 2022: Na dobre i na złe – różne role
- 2003 / 2023: Na Wspólnej – różne role
- 2005–2007: Magda M. – jako Kasia, sekretarka w kancelarii
- 2009: Przystań – jako Hanka, żona Jacka
- 2010: Ratownicy – jako Kinga Wilk, żona „Denisa”
- 2011: Hotel 52 – jako Hanna Galińska, żona Krzysztofa
- 2012–2014: Lekarze – jako Ewa Gajewska, żona „Jivana”
- 2020: Czarny młyn jako mama Piotrka
- 2020: Komisarz Alex jako nauczycielka Bożena Tymek
- 2021: Papiery na szczęście jako Kaśka

## Teatry Telewizji
- 2002: Tania, Czwarta siostra J. Głowacki, reż. A. Glińska
- 2004: Irena, Prezent Ł. Wylężałek, reż. Ł. Wylężałek
- 2005: Michelle, Skaza M. Broda, reż. M. Wrona
- 2006: Teresa, Kryzys A. Dobrzycki, reż. P. Trzaskalski
- 2012: Olga, Trzy siostry A. Czechow, reż. A. Glińska

## Ważniejsze role teatralne
- 2002: Anna, Prywatna klinika, J. Chapman i D. Freeman, reż. J. Fedorowicz
- 2004: Sabina, Biznes, J. Chapman, J. Lloyd, reż. J. Fedorowicz
- 2005: Ona, Surwiwal, A. Burzyńska, reż. A. Trojanowska
- 2006: Patrycja Pic, Małgorzata Mosznal, Paw Królowej, D. Masłowska, reż. K. Jaworski
- 2007: Katia, Walentynki, I. Wyrypajew, reż. P. Szumiec
- 2008: Audrey, Pół żartem, pół sercem, K. Ludwig, reż. W. Nurkowski
- 2013: Zdeńka, Sarenka Gabrysia, Sarenki, T. Svoboda, reż. T. Svoboda[4]
- 2016: Elmira, żona OrgonaTartuffe albo Szalbierz, Molier, reż. T. Svoboda
- 2017: Maria, córka, Rewizor. Będzie wojna!, A. Pałyga, reż. M. Bogajewska
- 2017: Dżina, Dwoje biednych Rumunów mówiących po polsku, D. Masłowska, reż. A. Popławska
- 2018: Sędzia, Sędziowie, S. Wyspiański, reż. M. Bogajewska
- 2018: Księżna, Żołnierz, Działaczka, Oszczepniczka, Salto w tył, O. Pavel, reż. M. Prusak
- 2019: M., Zmowa milczenia, M. Sikorska – Miszczuk, fragmenty Biblii i fragmenty książki T. Snydera „O tyranii”, reż. M. Liber
- 2020: Miss Carmencita, Pani Settergren, Piratka, Pippi, A. Lindgren, reż. M. Prusak
- 2022: Kuratorka, Ballady i romanse. Horror School Musical, A. Mickiewicz/M. Walczak, reż. E. Rucińska

## Nagrody
- 2003: Nagroda za pierwszoplanowa rolę żeńską w spektaklu Teatru TV CZWARTA SIOSTRA na III Krajowym Festiwalu Teatru PR i Teatru TV Polskiej „Dwa Teatry”[5]
- 2005: Nagroda ZASP im. J. Świderskiego za rolę w przedstawieniu SURWIWAL w Teatrze Ludowym na XI Ogólnopolskim Konkursie na Wstawienie Polskiej Sztuki Współczesnej[6]